# 悪戯NIGHT DOLL
「悪戯NIGHT DOLL」（いたずらナイト・ドール）は、柏原芳恵の18枚目のシングル。1984年5月30日にフィリップス・レコードから発売された。

## 概要
オリコンチャートでの最高位は10位だが、シングル売り上げ記録は「めらんこりい白書」以来（企画盤を除く）の10万枚を僅かに下回った。また、TBS系『ザ・ベストテン』でも10位以内のランクインはならなかった。ただし、日本テレビ系『ザ・トップテン』での最高位は9位だった。

## 収録曲
- 全曲作詞：銀色夏生／作曲：筒美京平

1. 悪戯NIGHT DOLL (3分16秒)
編曲：船山基紀
2. 渚で瞳にアイ ラブ ユウ (2分59秒)
編曲：戸塚修